# Gornje Selo (Chorwacja)
Gornje Selo – wieś w Chorwacji, w żupanii splicko-dalmatyńskiej, w gminie Šolta. W 2011 roku liczyła 238 mieszkańców.